# Vengeur (1878)
Pour les autres navires du même nom, voir Vengeur (navire).
Le Vengeur est un cuirassé garde-côtes  de classe Tempête construit pour la Marine française à la fin du XIXe siècle. Lancé en 1878, il est mis en service en 1882 et retiré du service en 1905.

## Histoire
La construction du cuirassé Vengeur commence à l'arsenal de Brest en décembre 1874. Il est lancé en mai 1878 puis armé le 18 juin 1882. Destiné à défendre les côtes françaises, il voit peu d'action avant d'être rayé des listes en 1907,. 